# شهرستان تامپکینز (نیویورک)
شهرستان تامپکینز در ایالت نیویورک در کشور ایالات متحده آمریکا قرار دارد و شامل منطقه شهری ایتاکا می‌باشد. بنا بر آمار سرانه سال ۲۰۱۰، جمعیت این شهرستان بالغ بر ۱۰۱،۵۶۴ نفر بوده است.